# جورج بروستر
جورج بروستر (بالإنجليزية: George Brewster)‏ هو نحات أمريكي، ولد في 1862، وتوفي في 1943.

## معرض صور

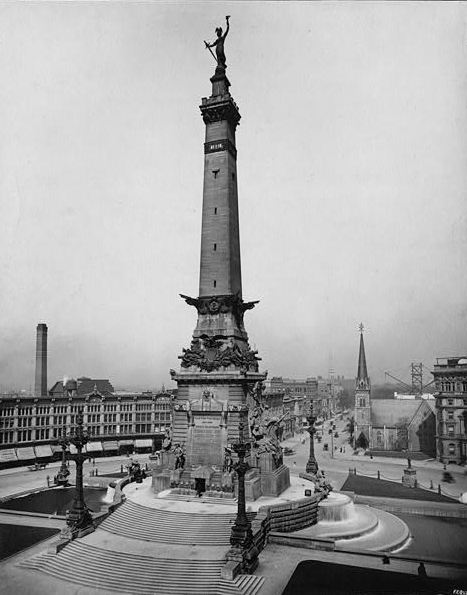
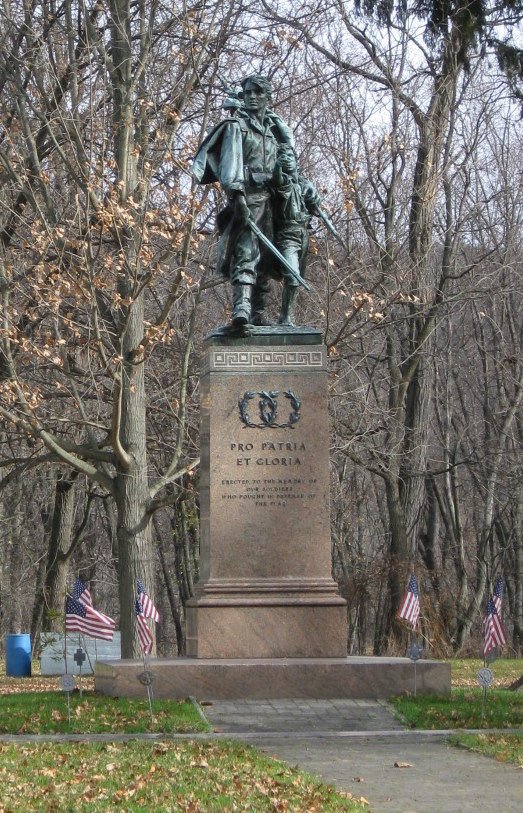
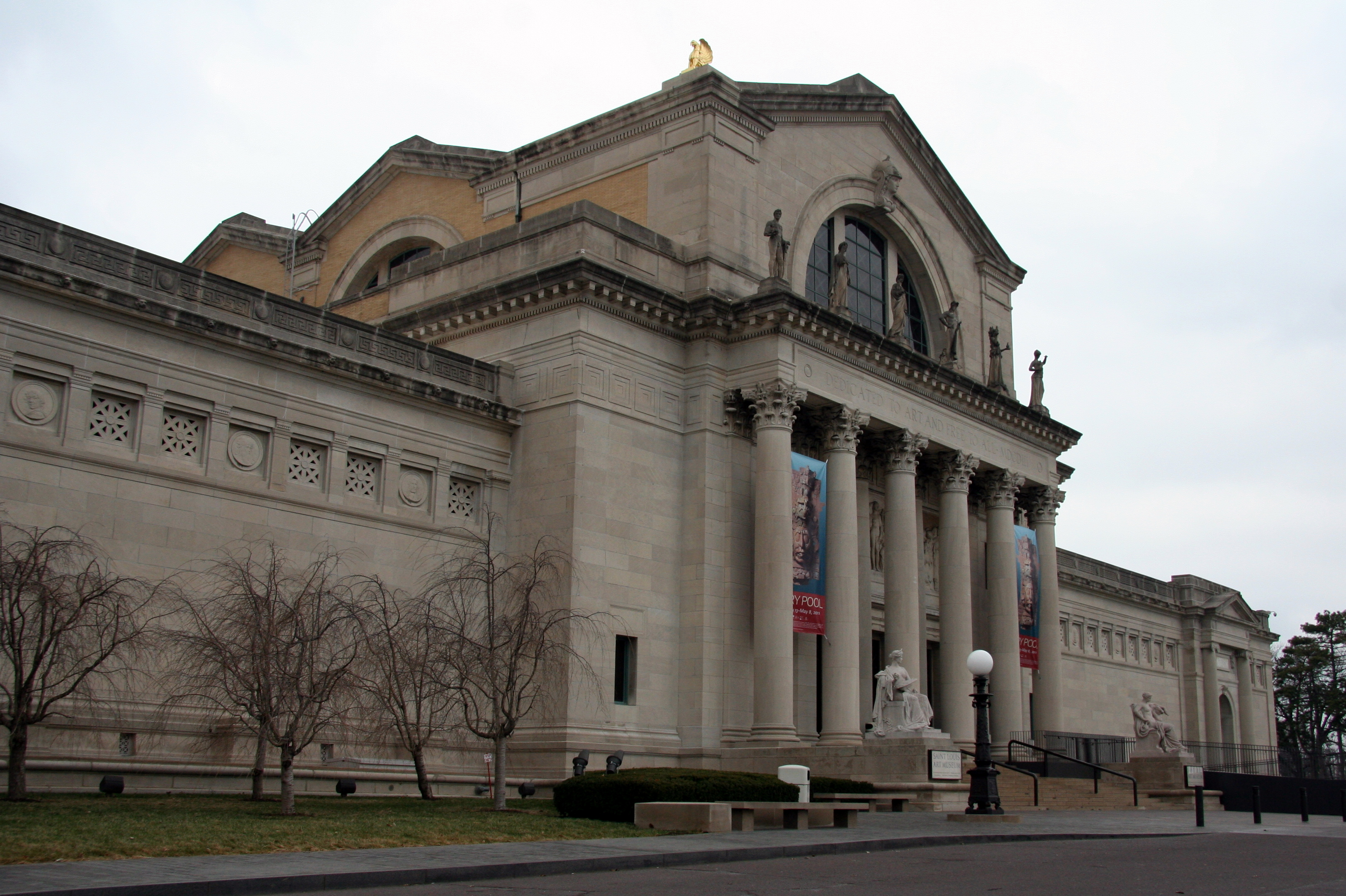
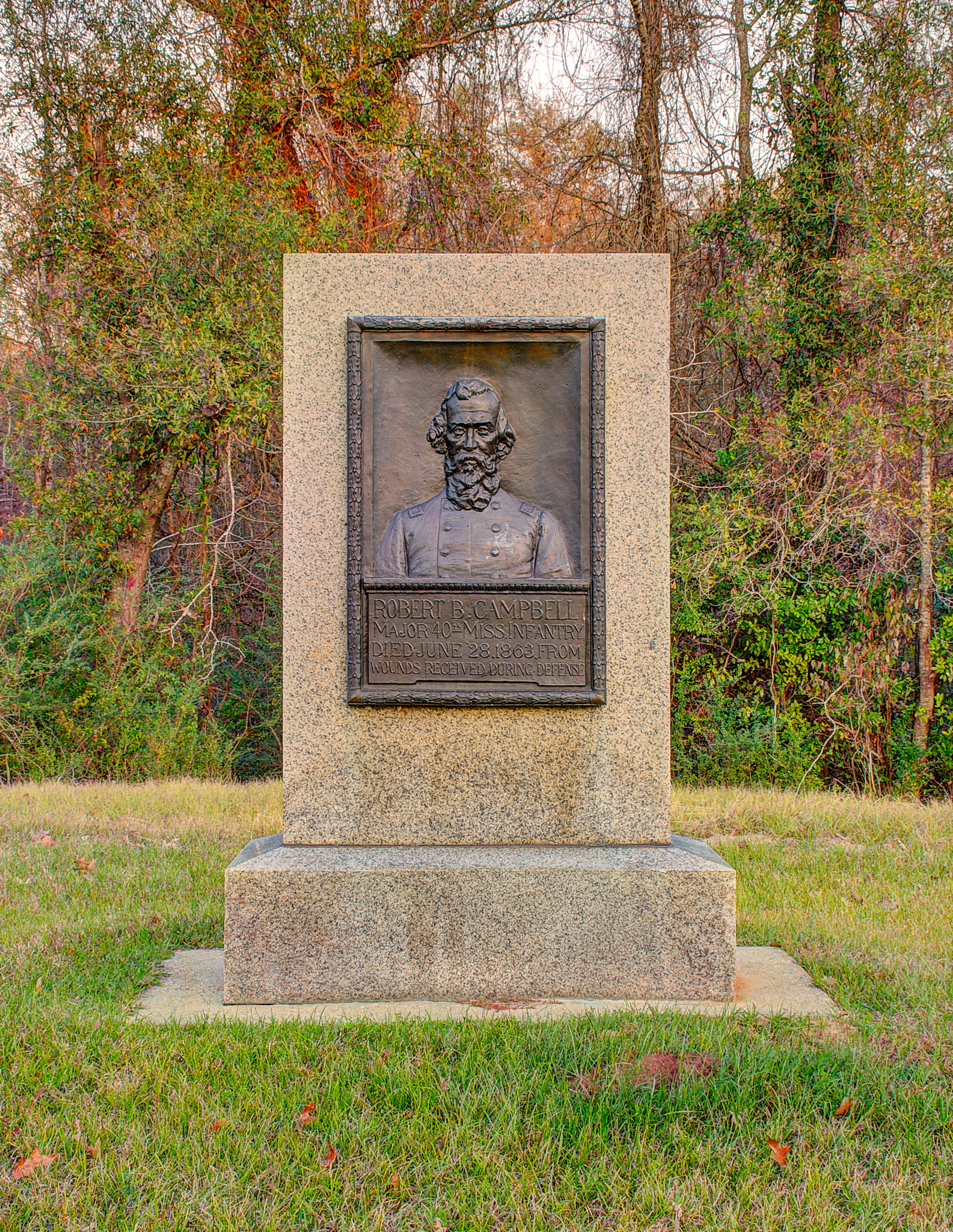
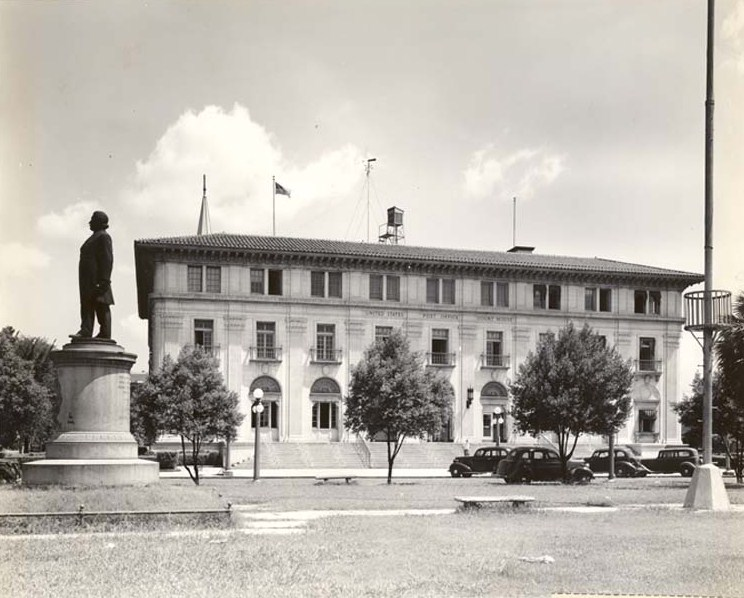